# サビーヌ・ドゥヴィエル
サビーヌ・ドゥヴィエル（フランス語:  Sabine Devieilhe、1985年12月12日 - ）は、フランスのコロラトゥーラソプラノ歌手で、『魔笛』の夜の女王、『ラクメ』のタイトルロールや『ハムレット』のオフェリなど素晴らしいコロラトゥーラ・ソプラノの役をこなしている。

## 生涯
サビーヌ・ドゥヴィエルはイフで音楽家ではない家庭で育った。両親は特別教育者で、姉だけが歌とバイオリンを教えている。

### 教育
彼女はイフ音楽学校で音楽教育を受け、12歳でカーン音楽院 に入学してチェロを学んだ。指揮者のヴァレリー・ファイエ、そして声楽の教師であるジョスリーヌ・シャモナン（カーン音楽院）、マルティーヌ・シュレ（レンヌ音楽院）、ピエール・メルヴァン、マルコム・ウォーカー、エレーヌ・ゴルジュヴィ（パリ国立音楽院）から次々と影響を受け、オペラ歌手となった。
サビーヌ・ドゥヴィエルはマルレルブ高等学校でバカロレアを取得した後、レンヌ第2大学で音楽学と民族音楽学の学位を取得した。学業と並行して、レンヌ歌劇場の合唱団に入団した。2002年にはリヒャルト・ワーグナーのオペラ『さまよえるオランダ人』に合唱団員として参加した。彼女の歌声が高く評価され、ソリストとなった。2008年パリ国立高等音楽院のピエール・メルヴァン指揮する声楽クラスに入学した。2011年には、審査員の祝福を受け、満場一致で第1位を受賞した。

### キャリア
2013年、エラート音楽レーベルと専属契約を締結した。同年アレクシス・コセンコ指揮による合奏団レ・ザンバサドゥールと共に、ジャン＝フィリップ・ラモーに捧げた初のリサイタル・アルバムをリリース。 2013年から2014年にかけてリヨン国立オペラとパリ・オペラ座でモーツァルト作曲『魔笛』の夜の女王役を歌唱。2014年にはオペラ＝コミック座でレオ・ドリーブ作曲『ラクメ』を歌唱。2016年、クリストファー・フランクリン指揮のパリ室内管弦楽団とレ・クリ・ド・パリ（Les Cris De Paris）合唱団と共にパリのシャンゼリゼ劇場でヴィンチェンツォ・ベッリーニのオペラ『夢遊病の女』でアミーナ役を演じた。
彼女は批評家から度々称賛されている。
2013年2月25日ドゥヴィエルはヴィクトワール・ドゥ・ラ・ミュジック・クラシック賞において「新人オペラ歌手」に選ばれた。
2015年2月2日彼女はヴィクトワール・ドゥ・ラ・ミュジック・クラシック賞において「年間最優秀オペラ歌手」に選ばれた。
2018年2月23日ドゥヴィエルはアレクサンドル・タロー、フランソワ＝グザヴィエ・ロト、レ・シエクル、マリアンヌ・クレバッサと共同制作したアルバム『ミラージュ(蜃気楼)』（Mirages）で、ヴィクトワール・ドゥ・ラ・ミュジック・クラシック賞の2部門を受賞した。オペラ・アーティスト・オブ・ザ・イヤーとレコーディング・オブ・ザ・イヤーであった。
2018年12月彼女はオペラ・コミック座（サル・ファヴァール）でアンブロワーズ・トマ作曲のオペラ『ハムレット』のオフェリ役を演じ、2022年にも同役を再演した。
2021年からはサビーヌ・ドゥヴィエルはアレクサンドル・タローと共にフランスのシャンソンに捧げられたアルバム『シャンソン・ダムール』（Chanson d'amour）のプログラムを披露するため、ヨーロッパ・ツアーを行った。
2022年5月にはヘンデル作曲『エジプトのジュリアス・シーザー』のクレオパトラ役を演じた。
2022年10月彼女はステファヌ・ドゥグーと共にオペラ・コミック座で『ラクメ』の主役を演じ、成功を収めた。サビーヌ・ドゥヴィエルとステファヌ・ドゥグーは共に国際オペラ・アワード2022年度最優秀歌手賞を受賞した。
2023年にはザルツブルク音楽祭でモーツァルト作曲『フィガロの結婚』のスザンナ役を歌った。
2025年3月にはクロード・ドビュッシー作曲『ペレアスとメリザンド』のメリザンド役を演じた。
同年の春と夏にはオーストリアとドイツで大規模なツアーを行った。

## 受賞歴
- 芸術文化勲章オフィシエ（2021年）[24]
- 国際オペラ・アワード「女性演奏家」部門（2022年）[25]

## ディスコグラフィー
- 2011年 : ギュスターヴ・シャルパンティエ 『ローマ賞の音楽』[26] フランダース放送合唱団、ブリュッセル・フィルハーモニー管弦楽団 (指揮：エルヴェ・ニケ) Glossa (GES 922211-F)[27][28]。
- 2013年 : ジャン＝フィリップ・ラモー 『壮大なる愛の劇場』 合奏団レ・ザンバサドゥール（フランス語版）、 (指揮：アレクシス・コセンコ)、サムエル・ボーデン(テノール)、エミリ・ルフェーヴル(バリトン)、ジューヌ・クール・ド・パリ合唱団 Erato - Warner Classics (ERATO 5099993414920)。 受賞 : 年間ディアパゾン・ドール（英語版） (2013年11月)、ディアパゾン・ドール (2013年11月)、 Le Choix de France Musique (2013年12月)、 4つ星 Classica (2013年12月)、 Hi-Res Audio (2013年11月)[14], Album of the Week on BBC Radio 3 [29]。
- 2014年 : ヨハン・セバスティアン・バッハ 『嘆け、子らよ、全世界に向って嘆け BWV 244a』 ダミアン・ギヨン(アルト)、 トーマス・ホッブズ(テノール)、クリスティアン・イムラー(バス)、アンサンブル・ピグマリオン(指揮：ラファエル・ピション)Harmonia Mundi (HMC902211.13). 受賞 : Victoires de la musique classique 2015年度録音部門[15]、 ƒƒƒƒ Télérama (2014年9月) [30]。
- 2015年 : ジャン＝フィリップ・ラモー 『カストールとポリュックス（英語版）』 : アンサンブル・ピグマリオン (指揮：ラファエル・ピション). Harmonia Mundi (HMC902212.13)。 受賞 : Grand Prix Charles Cros[31]、 ƒƒƒƒ de Télérama (2015年5月) [32]。
- 2015年 : 『モーツァルト・アリア集～ウェーバー三姉妹』 アンサンブル・ピグマリオン (指揮：ラファエル・ピション)。 Erato - Warner Classics (ERATO 2564607584)。 受賞 : 5 de Diapason (2015年12月)、 ƒƒƒƒ de Télérama (2015年12月) [33]、 Choc Classica de l'année (2015年11月) [34]。
- 2018年 : 『ヘンデル: イタリアン・カンタータ集』共演：レア・デザンドレ（フランス語版）、 ル・コンセール・ダストレ（フランス語版） (指揮：エマニュエル・アイム（フランス語版） Erato Warner Classics。
- 2019年 : 『自由!』 共演：ショブハン・スタッグ(ソプラノ)、セレーナ・マルフィ(メゾ・ソプラノ)、 リナール・ヴリーリンク(テノール)、ジョン・チェスト(バリトン)、ナユール・ディ・ピエロ(バス) アンサンブル・ピグマリオン(指揮：ラファエル・ピション) Harmonia Mundi。
- 2020年 : 『シャンソン・ダムール』 アレクサンドル・タロー（ピアノ） Erato, Warner Classics。
- 2021年 : 『バッハ、ヘンデル: アリア集』 アンサンブル・ピグマリオン (指揮：ラファエル・ピション)Erato - Warner Classics。
- 2022年 : J.S.バッハ 『マタイ受難曲』 共演： アンサンブル・ピグマリオン (指揮：ラファエル・ピション) Harmonia Mundi。